# Krajno-Parcele
Krajno-Parcele – wieś w Polsce położona w województwie świętokrzyskim, w powiecie kieleckim, w gminie Górno.
| SIMC    | Nazwa     | Rodzaj    |
| ------- | --------- | --------- |
| 0239014 | Kopaczki  | część wsi |
| 0239020 | Łazy      | część wsi |
| 0239037 | Miłków    | część wsi |
| 1016990 | Okręglica | część wsi |
| 0239050 | Stróżna   | część wsi |
| 0239066 | Zadroże   | część wsi |

W latach 1975–1998 miejscowość administracyjnie należała do województwa kieleckiego.
Miejscowość jest siedzibą parafii rzymskokatolickiej, należącej do dekanatu bodzentyńskiego, diecezji kieleckiej.